# Владан Радовановић
Владан Радовановић (Београд, 5. септембар 1932 — Београд, 15. мај 2023) био је српски вишемедијски уметник.

## Биографија
Дипломирао композицију на београдској Музичкој академији, у класи професора Миленка Живковића. Од 1957. до 1971. ради у музичкој школи „Станковић“ као прогесор теоријских предмета. Са још троје уметника 1958. оснива групу Медиала, а 1969. је напушта. Један од уредника авангардног часописа „Рок“. Учествовао је у оснивању Електронског студија Радио-Београда, којим је руководио од 1972. до 1999. године. Иницирао је настанак неформалне групе „Yummbel“ 1982. Годину дана касније предлаже пројект „SINTUM“ и оснива групу под истим именом. С музиком за траку почиње да експериментише 1961, с електронском 1966. и с компјутерском 1976. Радио је у експерименталним студијима у Варшави (1966), Паризу (1969), Утрехту (1976) и Будимпешти (1987).
Ствара на подручју музике, сликарства, књижевности, нових медија и вишемедијске синтезе. Независно од авангардних збивања у уметности педесетих година у свету, истраживао је у сличним смеровима и различитим медијима (воковизуел и пројекти 1954, полимедиј и тактилна уметност 1957...). Централно место у његовој уметности заузима синтезијска уметност и у оквиру ње воковизуел. Напоредо са стварањем у уметности, пише и теоријске текстове о музици и новим тенденцијама у уметности. Преко 200 студија, критика, интервјуа о музици и другим уметностима објављено је (Дело, Фласх Арт, Градина, Интерфаце, Култура, Проблеми, Разгледи, Трећи програм, Видици, Звук...) или емитовано. Одржао је дванаест самосталних изложби и перформанса (Београд, Ниш, Нови Сад, Загреб, Амстердам, Гент...), а учествовао је и на бројним колективним изложбама визуелне уметности, поезије и мејл-арта у земљи и иностранству. Воковизуелни радови су му уврштени у светске антологије, каталоге, плоче и касете. Композиције су му извођене на БЕМУС-у, Музичком бијеналу у Загребу, у Западној Европи, САД и три пута су представљале Југославију (1969, 1976. и 1988) на фестивалима Друштва за савремену музику (SIMC).

## Објављена дела
Објавио је осам публикација и једну мапу (међу њима су: „Пустолина“, 1968, „Ноћник“, 1972, „Воковизуел“, 1987; „Story of 'o'“, „Мена“, 1995, „Владан – синтезијска уметност“, 2005), седам партитура („Еволуција“, 1971, „Сонора“, 1974, „Мало вечно језеро“, 1984, „Варијације за ТВ“, 1985, „Сазвежђа“, 1997), две ауторске плоче („Глас из звучника“, 1975, „Владан Радовановић“, 1978), две касете („Becoming Distinct/Indistinct“, Antwerpen, 1977, „The Eternal Lake“, 1985), два ауторска компакт-диска („Cosmic Music“, 1995, „Музика сфера, 2005).

## Награде
Добио је десет домаћих и међународних награда:
за музику (међу којима три прве награде на фестивалима Југословенска музика на радију 1969, 1972, и 1975, „Октобарска“ 1971, друга награда у Буржу за електроакустичку музику 1979, Петар Коњовић за најбоље вокално-инструментално дело 1982, награда Gianfranco Zafrani на Prix Italia 1984, прва награда на Међународној трибини композитора у Београду 1998),
две за литературу (међу њима Нолитову 1968) и
две за визуелне уметности (награда Министарства културе за најбољу мултимедијалну изложбу 1992. и прва награда за видео на One Minute World Festival у Сао Паолу 1997).

## Изложбе са групом Медиала
- 1958. Прва изложба Медиале под називом „Медиална истраживања”, Омладинска галерија, Обилићев венац, Београд, 31. јун – 9. јули

Излажу: Оља Ивањицки, Леонид Шејка, Миро Главуртић и Владан Радовановић.
- 1969. Ретроспективна изложба Медиале, 1953-1966, Галерија УЛУС-а, ул. Вука Караџића, Београд, 11 – 26. јануар

Излажу: Оља Ивањицки, Синиша Вуковић, Мишел Контић, Владан Радовановић, Миро Главуртић, Урош Тошковић, Владимир Величковић, Милић Станковић, Светозар Самуровић, Леонид Шејка, Коста Брадић, Милован Видак, Дадо Ђурић, Љуба Поповић и Предраг Ристић.
- 1981. Медиала, ретроспективна изложба, Београд, Уметнички павиљон Цвијета Зузорић, 18. март – 5. април

Излажу: Милован Видак, Синиша Вуковић, Оља Ивањицки, Светозар Самуровић, Коста Брадић, Дадо Ђурић, Миро Главуртић, Милић од Мачве, Владан Радовановић и постхумно дела Леонида Шејке.
- 2004. Изложба „Нови живот Медиале у Котору”, Котор, у галерији „Код Хомена”, 8. август - 1. септембар

Излажу: Оље Ивањицки, Миро Главуртић, Леонид Шејка, Владан Радовановић, Милован Видак, Светозар Самуровић, Коста Брадић, Милић од Мачве, Урош Тошковић, Синиша Вуковић.
- 2005. Изложба „Медијала“, галерија НИС „Југопетрол, Београд, 11. априла - 1. мај

Излажу: Оље Ивањицки, Леонид Шејка, Милић од Мачве, Урош Тошковић, Владимир Величковић, Љуба Поповић, Коста Брадића, Владан Радовановић, Синиша Вуковић, Миро Главуртић, Светозар Самуровића, Милован Видак, Дадо Ђурић

## Чланство
Члан је Удружења композитора Србије и Удружења ликовних уметника Србије. Од 2001. је професор по позиву на Универзитету уметности у Београду, група за вишемедијску уметност. Године 2005. постао је почасни доктор музике Универзитета у Колумбусу, Охајо.